# محمل (خنشله)
محمل (به عربی: المحمل) یک شهرداری در الجزایر است که در استان خنشله واقع شده‌است.
 محمل  ۳۰٬۴۸۴ نفر جمعیت دارد.